# Francisquinho
Francisco Guilherme Bahr (nome de batismo: Franz Wilhelm Bahr; Curitiba, 22 de julho de 1915 – Curitiba, 1965), mais conhecido como Francisquinho, foi um futebolista brasileiro que atuava como goleiro.

## Carreira
Nascido em Curitiba e filho de imigrantes da Boêmia e da Prússia, Francisquinho começou sua carreira no time de aspirantes do Britânia Sport Club em 1931. No time principal, jogou durante os anos de 1932 a 1942. Por muitos anos foi o titular da Seleção Paranaense na década de 1930. Também disputou uma partida com a camisa do Athletico Paranaense em 1938. Devido as suas grandes habilidades como arqueiro, Francisquinho foi apelidado de "Keeper Maravilha". Era considerado um dos melhores goleiros do estado em sua época.  Faleceu em 1965 na capital paranaense decorrente de um câncer. 